# Paranhos (Mato Grosso do Sul)
Paranhos é um município brasileiro da região Centro-Oeste, situado no estado de Mato Grosso do Sul.

## História
A região da atual cidade era formada por duas vertentes de pequenos rios e índios e paraguaios exploravam o erva-mate, planta nativa da região. Na década de 1910 a Companhia Matte Laranjeira iniciou o processo de povoamento da região com migrantes de vários estados do Brasil. Na década de 1940, recebeu a denominação de Paranhos, em homenagem a José Maria da Silva Paranhos, o Barão do Rio Branco. Em 20 de novembro de 1958 foi criado o distrito de Paranhos subordinado ao município de Amambai e em 1977, passou a integrar o estado de Mato Grosso do Sul. Em 17 de novembro de 1987, foi elevado a categoria de município, sendo instalado em 1 de janeiro de 1989.

## Geografia

### Localização
O município de  está situado no sul da região Centro-Oeste do Brasil, no Sudoeste de Mato Grosso do Sul (Microrregião de Iguatemi). Localiza-se a uma latitude 23º53'34" sul e a uma longitude 55º25'52" oeste. Distâncias:
- 469 km da capital estadual (Campo Grande)
- 1 485 km da capital federal (Brasília).

### Geografia física

#### Solo
Verifica-se no município, ampla ocorrência de Argissolos, com texturas variáveis e geralmente de elevada fertilidade natural, de forma ainda significativa ocorre, principalmente na porção Norte, Neossolos, verifica-se ainda pequena ocorrência de Latossolo Vermelho Escuro.

#### Relevo e altitude
Está a uma altitude de 429 m e apresenta um relevo suave ondulado, onde encontram-se áreas planas e dissecados tabulares. Com declividades modestas de 5°, esta é praticamente toda a configuração do relevo do município, porém, a sudeste, encontramos dissecados colinosos, com declividades mais acentuadas e, ao longo do rio principal, áreas planas de acumulação.
Encontra-se na Região dos Planaltos Arenítico-Basálticos Interiores, com unidade geomorfológica dos Divisores das Sub-Bacias Meridionais. Apresenta relevo plano, geralmente elaborado por várias fases de retomada erosiva, com relevos elaborados pela ação fluvial e área plana resultante de acumulação fluvial sujeita a inundação periódica.

#### Clima, temperatura e pluviosidade
Está sob influência do clima subtropical (Cfa), com temperaturas médias do mês mais frio entre 14 °C e 15 °C, podendo haver ocorrência de geada e até de neve. No dia 23 de Julho de 2013, os moradores registraram queda de neve na cidade por alguns minutos, o último registro de queda desse fenômeno meteorológico foi em julho de 1978.
Precipitação varia de 1.400 a 1.700mm anuais.

#### Hidrografia
Está sob influência da Bacia do Rio da Prata.

#### Vegetação
Se localiza na região de influência do Cerrado que, com o passar do tempo, vem sendo antropisada, cedendo lugar às atividades agropecuárias com predomínio de pastagem.

### Geografia política

#### Fuso horário
Está a -1 hora com relação a Brasília e -4 com relação ao Meridiano de Greenwich (Tempo Universal Coordenado)

#### Área
Ocupa uma superfície de de 1 302,138 km².

#### Subdivisões
Paranhos (sede) e Sobradinho.

#### Arredores
Tacuru, Sete Quedas, Amambai, Coronel Sapucaia e Ype Jhu.

## Demografia
Sua população, conforme estimativas do IBGE de 2018, era de 14 048 habitantes.